# تیم جی‌بی
تیم GB (انگلیسی: Team GB)
یک برند است که از سال ۱۹۹۹ توسط اتحادیه المپیک بریتانیا برای تیم بریتانیای کبیر در المپیک به‌کار می‌رود. این برند پس از عملکرد ضعیف این تیم در المپیک تابستانی ۱۹۹۶ گسترش یافت و به نماد بازرگانی اتحادیه المپیک بریتانیا تبدیل شد. منظور از این نماد، این است که تیم را بدون توجه به ورزش خاص هر یک از اعضا به عنوان یک بدن یکپارچه کند. این تیم به صورت رسمی، تیم المپیک بریتانیای کبیر و ایرلند شمالی است.

با این حال، ورزشکاران ایرلند شمالی این اختیار را دارند که به عنوان بخشی از تیم فدراسیون المپیک ایرلند به رقابت بپردازند.

## تاریخ
مدیر ارزیابی اتحادیه المپیک بریتانیا، مارزنا بوگدانویچ حس کرد که نام رسمی و مختصر تیم المپیک بریتانیا و ایرلند شمالی دهان پر کن شده است. او نخستین بار در سال ۱۹۹۶ یا ۱۹۹۷ به مفهوم تیم GB فکر کرد و گفت: "من به المپیک تابستانی ۱۹۹۶ رفتم و لوگو در آن زمان تنها شیر و حلقه‌ها بود، اما ما به عنوان یک برند به اندا‌زه‌ای قوی نبودیم که فقط شیر و حلقه‌ها تکیه کنیم. پس کمی به گذشته برگشتیم، من می‌خواستم چیزی را پیدا کنم که کمتر دهان پر کن باشد،  همچنین آن حس یکپارچگی تیمی را به ورزشکاران القا کند. پس به گزینه‌های ممکن نگریستیم و به تیم GB رسیدیم".
نام تجاری این تیم در سپتامبر ۱۹۹۹ در دفتر مالکیت معنوی در بریتانیا به ثبت رسید.

## نمادها
|  | یادداشت‌ها Adopted۲۷ آوریل ۲۰۱۶ Crestروی یک کلاه‌خود با تاج‌گلی از نقره، قرمز و آبی: درون تاجی شامل لبه‌ای با شش چوب‌دست ایستاده طلایی، میان دایره‌هایی که به ترتیب نقره‌ای، طلایی و برنزی هستند، یک شیر ایستاده و روبه‌رو به رنگ قرمز، تاج‌گذاری‌شده با تاجی از برگ‌های غار، با پنجه جلویی راست بالا رفته و یک مشعل شعله‌ور طلایی را در دست گرفته است. Escutcheonچهارقسمتی به رنگ قرمز و آبی: دو تره‌فرنگی به صورت عمودی که تره‌فرنگی پایینی وارونه است و در نقطه میانی به دو خار اسکاتلندی در حالت افقی متصل شده‌اند، دو گل رز در حالت مورب و دو گل کتان در حالت مورب معکوس، همه با سرهای رو به بیرون و دارای ساقه و برگ طلایی. کل ترکیب، چهار حلقه زنجیر به رنگ نقره‌ای را که به صورت مربع در هم تنیده‌اند، در بر می‌گیرد. Supportersدر هر طرف: یک شیر نگهبان، شیر سمت راست به رنگ آبی و شیر سمت چپ به رنگ قرمز، هر کدام تاجی از برگ‌های غار بر سر دارند و با پنجه بیرونی خود یک مشعل شعله‌ور طلایی را نگه داشته‌اند. هر دو بر روی سکویی از چمن سبز ایستاده‌اند. MottoIUNCTI IN UNO متحد در یکی |